# マドレーヌ峠
マドレーヌ峠（Col de la Madeleine）は、フランス、サヴォワ県に位置する、標高2,000mの峠。

## 概要
北東にタランテーズ谷、南西にモーリエンヌ渓谷がある、アルプス山脈を代表する峠でもある。南側のシャンブル起点の場合、水平距離換算19.3km、平均8％の勾配、北側のエグブランシュ起点の場合、水平距離換算28.3km、平均5％の勾配となっている。当年11月から翌年6月までは通行止め期間となっている。

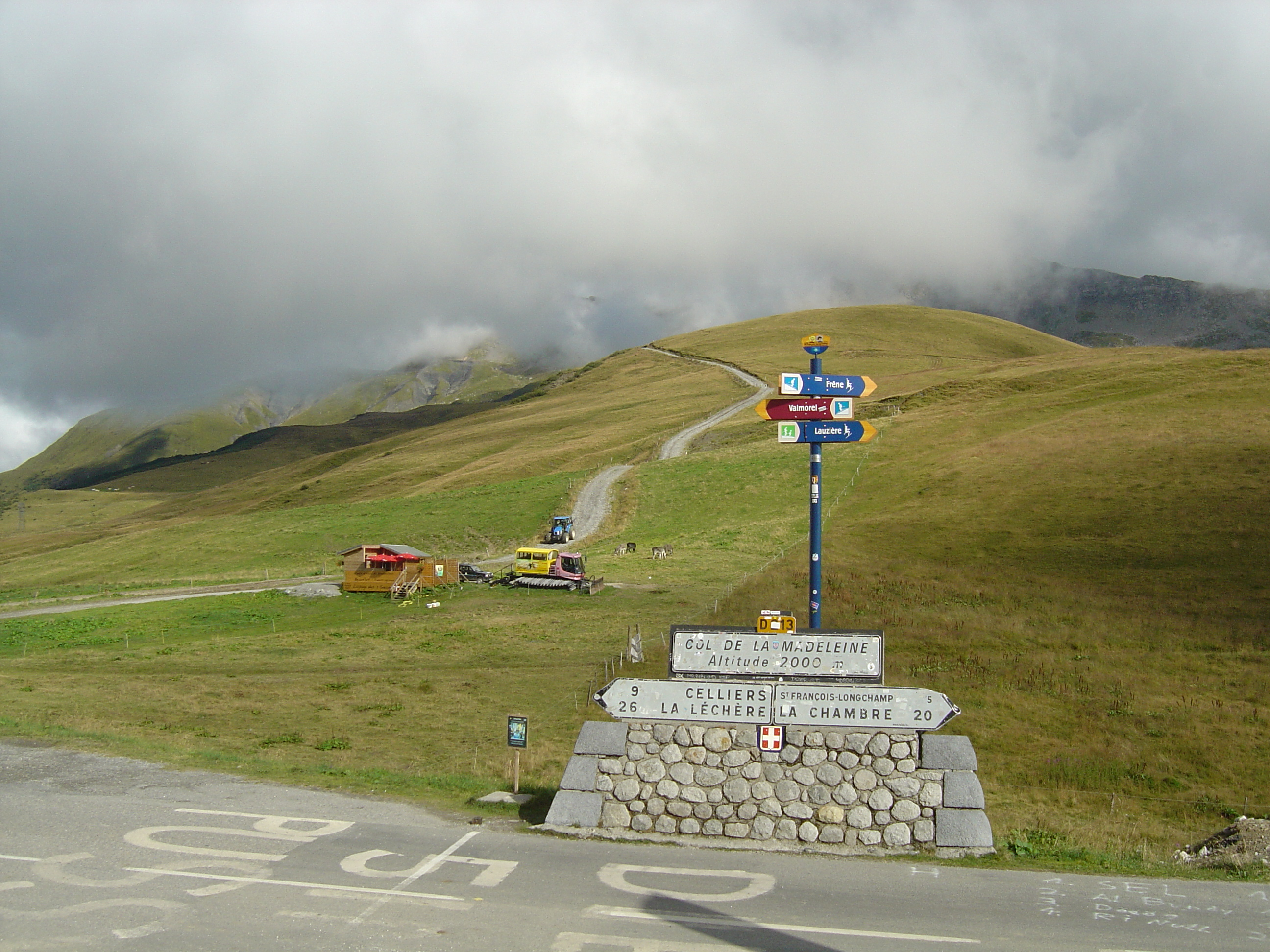
峠の標

## ツール・ド・フランス
ツール・ド・フランスでは、1969年以降27回、当峠がコースとして組み入れられている。
歴代首位通過選手
| 年   | 首位通過選手                   | 国籍       |
| ---- | ------------------------------ | ---------- |
| 1969 | アンドレス・ガンダリアス       | スペイン   |
| 1973 | ジャン＝ピエール・ダンギローム | フランス   |
| 1975 | フランシスコ・ガルドス         | スペイン   |
| 1977 | アンドレ・シャルメル           | フランス   |
| 1979 | ルシアン・ファンインプ         | ベルギー   |
| 1980 | マリアーノ・マルティネス       | フランス   |
| 1981 | ルシアン・ファンインプ         | ベルギー   |
| 1983 | ルシアン・ファンインプ         | ベルギー   |
| 1984 | ペドロ・デルガド               | スペイン   |
| 1987 | アンセルモ・フエンテ           | スペイン   |
| 1988 | アンリ・アバディ               | フランス   |
| 1990 | ティエリ・クラヴェイローラ     | フランス   |
| 1994 | ピオトル・ウグルモフ           | ラトビア   |
| 1995 | リシャール・ヴィランク         | フランス   |
| 1996 | リシャール・ヴィランク         | フランス   |
| 1997 | リシャール・ヴィランク         | フランス   |
| 1998 | ヤン・ウルリッヒ               | ドイツ     |
| 2000 | マッシミリアーノ・レッリ       | イタリア   |
| 2001 | ローラン・ルー                 | フランス   |
| 2002 | マイケル・ボーヘルト           | オランダ   |
| 2004 | ジルベルト・シモーニ           | イタリア   |
| 2005 | サンティアゴ・ボテロ           | コロンビア |
| 2010 | アントニー・シャルトー         | フランス   |
| 2012 | ペーター・ヴェリトス           | スロバキア |
| 2013 | ピエール・ロラン               | フランス   |
| 2018 | ジュリアン・アラフィリップ     | フランス   |
| 2020 | リチャル・カラパス             | エクアドル |